# Elysium Catena
La Elysium Catena è una formazione geologica della superficie di Marte.